# Sportverein Stuttgarter Kickers 2007-2008
Questa voce raccoglie le informazioni riguardanti lo Sportverein Stuttgarter Kickers nelle competizioni ufficiali della stagione 2007-2008.

## Stagione
Nella stagione 2007-2008 il Stuttgarter Kickers, allenato da Peter Zeidler e Stefan Minkwitz, concluse il campionato di Regionalliga sud al 10º posto.

## Rosa
| N. |                        | Ruolo | Calciatore       |
| -- | ---------------------- | ----- | ---------------- |
| 1  | Stati Uniti (bandiera) | P     | David Yelldell   |
| 2  | Germania (bandiera)    | D     | Moritz Steinle   |
| 3  | Germania (bandiera)    | D     | Jens Härter      |
| 4  | Germania (bandiera)    | D     | Marco Wildersinn |
| 5  | Turchia (bandiera)     | D     | Recep Yildiz     |
| 6  | Turchia (bandiera)     | C     | Mustafa Akçay    |
| 7  | Germania (bandiera)    | C     | Sascha Benda     |
| 8  | Germania (bandiera)    | D     | Marcus Mann      |
| 10 | Ghana (bandiera)       | A     | Bashiru Gambo    |
| 11 | Germania (bandiera)    | A     | Marco Tucci      |
| 13 | Germania (bandiera)    | D     | Oliver Stierle   |
| 14 | Turchia (bandiera)     | C     | Mustafa Parmak   |
| 15 | Germania (bandiera)    | D     | Marcel Rapp      |
| 16 | Italia (bandiera)      | A     | Gino Russo       |

| N. |                     | Ruolo | Calciatore           |
| -- | ------------------- | ----- | -------------------- |
| 17 | Germania (bandiera) | D     | Benedikt Deigendesch |
| 18 | Italia (bandiera)   | A     | Angelo Vaccaro       |
| 19 | Albania (bandiera)  | A     | Sokol Kacani         |
| 20 | Germania (bandiera) | C     | Alexander Rosen      |
| 21 | Germania (bandiera) | P     | Manuel Salz          |
| 22 | Turchia (bandiera)  | A     | Şaban Genişyürek     |
| 23 | Germania (bandiera) | C     | Sven Sökler          |
| 25 | Germania (bandiera) | A     | Ferhat Cerci         |
| 27 | Germania (bandiera) | D     | Mike Baradel         |
| 28 | Germania (bandiera) | D     | Markus Ortlieb       |
| 40 | Italia (bandiera)   | C     | Franco Petruso       |
|    | Germania (bandiera) | P     | Dennis Rudel         |
|    | Germania (bandiera) | C     | Dirk Prediger        |

## Organigramma societario
Area tecnica
- Allenatore: Stefan Minkwitz
- Allenatore in seconda: Alexander Malchow
- Preparatore dei portieri:
- Preparatori atletici:
- Analisi video:

## Calciomercato

### Sessione estiva
| Acquisti | Acquisti             | Acquisti      | Acquisti |
| R.       | Nome                 | da            | Modalità |
| -------- | -------------------- | ------------- | -------- |
| A        | Nico Beigang         | Darmstadt     |          |
| D        | Benedikt Deigendesch | Norimberga II |          |
| A        | Şaban Genişyürek     | Illertissen   |          |
| D        | Marcus Mann          | Darmstadt     |          |
| D        | Markus Ortlieb       | Wuppertal     |          |
| D        | Marcel Rapp          | Pfullendorf   |          |
| P        | Dennis Rudel         | Heidenheim    |          |

| Cessioni | Cessioni         | Cessioni             | Cessioni |
| R.       | Nome             | a                    | Modalità |
| -------- | ---------------- | -------------------- | -------- |
| A        | Bastian Bischoff | Reutlingen           |          |
| A        | Sean Dundee      | Kickers Offenbach    |          |
| D        | Manuel Hartmann  | Coblenza             |          |
| C        | Nico Kanitz      | Hallescher           |          |
| C        | Laszlo Kanyuk    | TSV Crailsheim       |          |
| C        | Recep Yildiz     | Kickers Stoccarda II |          |

### Sessione invernale
| Acquisti | Acquisti     | Acquisti     | Acquisti |
| R.       | Nome         | da           | Modalità |
| -------- | ------------ | ------------ | -------- |
| A        | Ferhat Cerci | Kocaelispor  |          |
| A        | Gino Russo   | Sonnenhof G. |          |

| Cessioni | Cessioni            | Cessioni            | Cessioni |
| R.       | Nome                | a                   | Modalità |
| -------- | ------------------- | ------------------- | -------- |
| A        | Nico Beigang        | Jahn Ratisbona      |          |
| C        | Dominique Rodrigues | 1. FC Frickenhausen |          |

## Risultati

### Regionalliga

#### Girone di andata
| Arbitro: | Kempter |

|                |           |                            |
| Demir 58’, 85’ | Marcatori | 24’ Vaccaro 25’, 55’ Gambo |

| Arbitro: | Stieler |

|             |           |                       |
| Vaccaro 22’ | Marcatori | 37’, 49’, 65’ Stoilov |

| Arbitro: | Welz |

|              |           |                 |
| Calamita 44’ | Marcatori | 80’, 85’ Kacani |

| Arbitro: | Greth |

|            |           |            |
| Kacani 49’ | Marcatori | 18’ Bogusz |

| Arbitro: | Seiwert |

|  |           |             |
|  | Marcatori | 73’ Vaccaro |

| Arbitro: | Leicher |

|  |           |                        |
|  | Marcatori | 42’ Strobel 85’ Fießer |

| Karlsruhe 8 settembre 2007, ore 14:00 CEST 7ª giornata | Karlsruhe II | 0 – 0 referto | Kickers Stoccarda | Wildparkstadion - Platz 2 (1 150 spett.)\| Arbitro: \| Dingert \| |
| Arbitro:                                               | Dingert      |               |                   |                                                                   |

| Arbitro: | Perl |

|           |           |                       |
| Tucci 79’ | Marcatori | 29’ Grgić 34’ Mintzel |

| Arbitro: | Pflaum |

|          |           |                       |
| Reiß 63’ | Marcatori | 39’ Vaccaro 69’ Gambo |

| Arbitro: | Kempter |

|                    |           |           |
| Vaccaro 72’ (rig.) | Marcatori | 29’ Solga |

| Arbitro: | Kempter |

|           |           |  |
| Marić 86’ | Marcatori |  |

| Arbitro: | Steinberg |

|            |           |                |
| Parmak 78’ | Marcatori | 79’ Schipplock |

| Arbitro: | Benedum |

|              |           |  |
| Kučuković 6’ | Marcatori |  |

| Arbitro: | Bauer |

|            |           |               |
| Kacani 66’ | Marcatori | 7’ Hillebrand |

| Arbitro: | Seiwert |

|                       |           |  |
| Villar 72’ Konrad 90’ | Marcatori |  |

| Arbitro: | Wingenbach |

|             |           |  |
| Fischer 12’ | Marcatori |  |

| Stoccarda 24 novembre 2007, ore 14:00 CET 17ª giornata | Kickers Stoccarda | 0 – 0 referto | Elversberg | Gazi-Stadion auf der Waldau (2 500 spett.)\| Arbitro: \| Achmüller \| |
| Arbitro:                                               | Achmüller         |               |            |                                                                       |

#### Girone di ritorno
| Arbitro: | Drees |

|  |           |               |
|  | Marcatori | 77’ Jungwirth |

| Arbitro: | Stieler |

|                    |           |             |
| Zellner 40’ (rig.) | Marcatori | 86’ Vaccaro |

| Arbitro: | Hofmann |

|                 |           |  |
| Parmak 63’, 66’ | Marcatori |  |

| Arbitro: | Pflaum |

|          |           |             |
| Hock 12’ | Marcatori | 87’ Vaccaro |

| Arbitro: | Kunzmann |

|  |           |              |
|  | Marcatori | 60’ Sikorski |

| Arbitro: | Benedum |

|                |           |           |
| Schönewolf 69’ | Marcatori | 4’ Kacani |

| Arbitro: | Aytekin |

|                 |           |  |
| Parmak 19’, 90’ | Marcatori |  |

| Arbitro: | Stark |

|                            |           |                       |
| Akwuegbu 61’ Waldecker 71’ | Marcatori | 8’ Vaccaro 17’ Parmak |

| Arbitro: | Valentin |

|           |           |  |
| Tucci 80’ | Marcatori |  |

| Arbitro: | Siebert |

|               |           |                     |
| Galuschka 73’ | Marcatori | 48’ Gambo 85’ Tucci |

| Arbitro: | Steuer |

|                                              |           |                  |
| Cerci 9’ Tucci 10’, 21’ Vaccaro 45’ Mann 81’ | Marcatori | 26’ (rig.) Alder |

| Arbitro: | Seemann |

|                                |           |             |
| Vujevic 24’ Haas 73’ Mayer 85’ | Marcatori | 36’ Vaccaro |

| Arbitro: | Kempter |

|           |           |                 |
| Tucci 33’ | Marcatori | 29’, 77’ Duhnke |

| Francoforte sul Meno 10 maggio 2008, ore 14:00 CEST 31ª giornata | FSV Francoforte | 0 – 0 referto | Kickers Stoccarda | Frankfurter Volksbank Stadion (3 400 spett.)\| Arbitro: \| Fischer \| |
| Arbitro:                                                         | Fischer         |               |                   |                                                                       |

| Arbitro: | Metzen |

|                      |           |  |
| Mann 13’ Vaccaro 43’ | Marcatori |  |

| Arbitro: | Gagelmann |

|           |           |             |
| Tucci 64’ | Marcatori | 48’ Hofmann |

| Arbitro: | Steinhaus-Webb |

|  |           |                              |
|  | Marcatori | 42’ Tucci 64’ (rig.) Vaccaro |

## Statistiche

### Statistiche di squadra
| Competizione     | Punti | In casa | In casa | In casa | In casa | In casa | In casa | In trasferta | In trasferta | In trasferta | In trasferta | In trasferta | In trasferta | Totale | Totale | Totale | Totale | Totale | Totale | DR |
| Competizione     | Punti | G       | V       | N       | P       | Gf      | Gs      | G            | V            | N            | P            | Gf           | Gs           | G      | V      | N      | P      | Gf     | Gs     | DR |
| ---------------- | ----- | ------- | ------- | ------- | ------- | ------- | ------- | ------------ | ------------ | ------------ | ------------ | ------------ | ------------ | ------ | ------ | ------ | ------ | ------ | ------ | -- |
| Regionalliga sud | 45    | 17      | 5       | 6       | 6       | 20      | 17      | 17           | 6            | 6            | 5            | 18           | 18           | 34     | 11     | 12     | 11     | 38     | 35     | +3 |
| Totale           | 45    | 17      | 5       | 6       | 6       | 20      | 17      | 17           | 6            | 6            | 5            | 18           | 18           | 34     | 11     | 12     | 11     | 38     | 35     | +3 |

### Andamento in campionato
| Giornata  | 1 | 2  | 3 | 4 | 5 | 6 | 7 | 8  | 9 | 10 | 11 | 12 | 13 | 14 | 15 | 16 | 17 | 18 | 19 | 20 | 21 | 22 | 23 | 24 | 25 | 26 | 27 | 28 | 29 | 30 | 31 | 32 | 33 | 34 |
| --------- | - | -- | - | - | - | - | - | -- | - | -- | -- | -- | -- | -- | -- | -- | -- | -- | -- | -- | -- | -- | -- | -- | -- | -- | -- | -- | -- | -- | -- | -- | -- | -- |
| Luogo     | T | C  | T | C | T | C | T | C  | T | C  | T  | C  | T  | C  | T  | T  | C  | C  | T  | C  | T  | C  | T  | C  | T  | C  | T  | C  | T  | C  | T  | C  | C  | T  |
| Risultato | V | P  | V | N | V | P | N | P  | V | N  | P  | N  | P  | N  | P  | P  | N  | P  | N  | V  | N  | P  | N  | V  | N  | V  | V  | V  | P  | P  | N  | V  | N  | V  |
| Posizione | 5 | 11 | 8 | 6 | 3 | 8 | 8 | 10 | 8 | 8  | 8  | 8  | 10 | 11 | 13 | 14 | 15 | 15 | 16 | 15 | 15 | 15 | 15 | 15 | 13 | 13 | 12 | 9  | 11 | 13 | 13 | 12 | 11 | 10 |

Legenda:

Luogo: C = Casa; T = Trasferta. Risultato: V = Vittoria; N = Pareggio; P = Sconfitta.

### Statistiche dei giocatori
| M. Akçay       | 20 | 0  | 5  | 0 |
| M. Baradel     | 4  | 0  | 0  | 0 |
| N. Beigang     | 11 | 0  | 0  | 0 |
| S. Benda       | 22 | 0  | 2  | 0 |
| F. Cerci       | 15 | 1  | 1  | 0 |
| B. Deigendesch | 17 | 0  | 2  | 0 |
| B. Gambo       | 28 | 4  | 7  | 1 |
| Ş. Genişyürek  | 2  | 0  | 0  | 0 |
| J. Härter      | 11 | 0  | 0  | 0 |
| S. Kacani      | 30 | 5  | 5  | 1 |
| M. Mann        | 31 | 2  | 9  | 1 |
| M. Ortlieb     | 10 | 0  | 1  | 0 |
| M. Parmak      | 24 | 6  | 7  | 0 |
| F. Petruso     | 6  | 0  | 0  | 1 |
| D. Prediger    | 4  | 0  | 0  | 0 |
| M. Rapp        | 29 | 0  | 3  | 0 |
| D. Rodrigues   | 15 | 0  | 1  | 0 |
| A. Rosen       | 14 | 0  | 4  | 0 |
| D. Rudel       | 0  | 0  | 0  | 0 |
| G. Russo       | 0  | 0  | 0  | 0 |
| M. Salz        | 0  | 0  | 0  | 0 |
| M. Steinle     | 19 | 0  | 4  | 0 |
| O. Stierle     | 26 | 0  | 6  | 0 |
| S. Sökler      | 5  | 0  | 0  | 0 |
| M. Tucci       | 26 | 8  | 0  | 0 |
| A. Vaccaro     | 31 | 12 | 10 | 0 |
| M. Wildersinn  | 19 | 0  | 3  | 0 |
| D. Yelldell    | 34 | 0  | 2  | 0 |
| R. Yildiz      | 19 | 0  | 0  | 1 |